# 2007年太平洋生命公開賽
2007年太平洋生命公開賽于2007年3月5日至3月18日在美國印第安維爾斯舉行，是第31屆賽事，也稱印地安泉大師賽，ATP是大師系列賽，WTA是一級錦標賽。

## 冠軍
单打列出冠亚军以及决赛比分，双打列出冠军组合。

### 男子單打
決賽： 拉斐爾·納達爾 擊敗  諾瓦克·喬科維奇（6–2, 7–5）
- 這是拉斐爾·納達爾職業生涯第18個單打冠軍。

### 女子單打
決賽： 達妮埃拉·漢圖霍娃 擊敗  斯维特拉娜·库兹涅佐娃（6–3, 6–4）
- 這是達妮埃拉·漢圖霍娃職業生涯第2個單打冠軍。

### 男子雙打
決賽： 馬丁·達姆 /  利安德·帕斯

### 女子雙打
決賽： 麗莎·雷蒙德 /  萨曼莎·斯托瑟

## 外部連結
- 官方網站